# Calcineurina
La calcineurina (CaN) és una proteïna fosfatasa de serina/treonina dependent del calci i de la calmodulina (també coneguda com a proteïna fosfatasa 3 i fosfatasa de serina-treonina depenent del calci). Activa els limfòcits T del sistema immunològic i pot ser bloquejada per fàrmacs. La calcineurina activa el factor nuclear del limfòcit T activat, citoplasmàtic (NFATc), un factor de transcripció, per desfosforilació. El NFATc activat es translocat al nucli, on regula l'expressió de la interleucina 2 (IL-2), que, al seu torn, estimula el creixement i la diferenciació de la resposta dels limfòcits T. La calcineurin és l'objectiu d'una classe de fàrmacs anomenats inhibidors de la calcineurina, que inclou ciclosporina, voclosporina, pimecrolimús i tacrolimús.